# Gabriella Baldacchino
Pour les articles homonymes, voir Baldacchino.
Gabriella Baldacchino, née le 23 décembre 2001 à New York, est une actrice américaine.

## Filmographie

### Cinéma
Sauf indication contraire, les informations mentionnées dans cette section peuvent être confirmées par la base de données cinématographiques IMDb,  présente dans la section « Liens externes ».

#### Longs métrages
- 2011 : Le Casse de Central Park (Tower Heist) de Brett Ratner
- 2014 : Annie de Will Gluck
- 2018 : Ask for Jane de Rachel Carey : Irma
- 2022 : Il était une fois 2 (Disenchanted) de Adam Shankman : Morgan Philip

### Télévision

#### Téléfilms
- 2019 : Unschooled de Devin Glass, David Hemphill et Anurag Kumar : Tiffany

#### Séries télévisées
- 2012 : School Spirits : Elmira Wigton (saison 1, épisodes 3 et 6)
- 2021 : The Conners : Isabella (saison 4, épisode 8)